# Leucopis griseola
Leucopis griseola är en tvåvingeart som först beskrevs av Carl Fredrik Fallén 1823.  Leucopis griseola ingår i släktet Leucopis, och familjen markflugor. Arten är reproducerande i Sverige.